# Alchiba
Alchiba (aus arabisch الخباء al-khibāʔ ‚das Zelt‘) ist der Eigenname des Sterns Alpha Corvi (kurz: α Crv) im Sternbild Rabe. Alchiba gehört der Spektralklasse F2 an und besitzt eine scheinbare Helligkeit von +4,02 mag.
Alchiba ist 48 Lichtjahre von der Erde entfernt. Anderer historischer Name: Al Minliar al Ghurab.